# Delimitation Commission of India
Die Delimitation Commission of India (Indische Abgrenzungskommission) ist eine Kommission, die durch die indische Regierung ernannt wird und die die Wahlkreisgrenzen für die Wahlen zur Lok Sabha (dem indischen Parlament) und den Parlamenten der Bundesstaaten und ggf. auch Unionsterritorien festlegt.

## Struktur und Aufgaben
| Kommission   | Delimitation Act                  | Inkrafttreten des Delimitation Acts | Inkrafttreten der Delimitation Orders der Kommission |
| ------------ | --------------------------------- | ----------------------------------- | ---------------------------------------------------- |
| Erste D. C.  | Delimitation Commission Act, 1952 | 7. Januar 1953                      | 1953–56, 1961                                        |
| Zweite D. C. | Delimitation Commission Act, 1962 | 19. Dezember 1962                   | 1967                                                 |
| Dritte D. C. | Delimitation Act, 1972            | 30. Dezember 1972                   | 1976                                                 |
| Vierte D. C. | Delimitation Act, 2002            | 3. Juni 2002                        | 19. Februar 2008                                     |

Nach der Unabhängigkeit Indiens wurde die Delimitation Commission (D. C.) samt ihrem Aufgaben- und Kompetenzenbereich durch den Delimitation Commission Act aus dem Jahr 1952, der am 7. Januar 1953 in Kraft trat, festgelegt. Die D. C. besteht aus drei Personen, von denen zwei ehemalige Richter entweder am Obersten Gericht (Supreme Court) Indiens oder am Obersten Gericht eines indischen Bundesstaats (High Court) gewesen sein müssen. Diese werden von der Regierung ernannt. Die dritte Person ist der jeweilige Landeswahlleiter (Chief Election Commissioner). Als assoziierte Mitglieder der Kommission dienen Mitglieder der Parlamente der Bundesstaaten und Mitglieder der Lok Sabha aus dem jeweils betroffenen Bundesstaat, die durch den Speaker des jeweiligen Parlaments ernannt werden. Die genauen Provisionen über die Zahl der assoziierten Mitglieder wurden in Art. 5 des Delimitation Commission Act festgelegt.
Die Aufgabe der D. C. ist es, die den Bundesstaaten und Unionsterritorien aufgrund ihrer Bevölkerungszahl anteilsmäßig zustehenden Abgeordneten in der Lok Sabha zu ermitteln und die Wahlkreisgrenzen für dieselben festzulegen. Die Wahlkreise sollen so gebildet werden, dass möglichst geografisch und administrativ zusammengehörige Gebiete zusammengefasst werden und dass alle Wahlkreise eines Bundesstaates etwa dieselbe Bevölkerungszahl haben. Dabei ist der Grundsatz einzuhalten, dass sich die Wahlkreisgrenzen an die Grenzen der Bundesstaaten und Unionsterritorien zu halten haben, d. h. es soll keine Wahlkreise geben, die in mehreren Bundesstaaten liegen. Jeder Bundesstaat bzw. jedes Unionsterritorium muss mindestens einen Wahlkreis enthalten. Bei den Parlamentssitzen sind die sogenannten Scheduled Castes (SC) und Scheduled Tribes (ST) entsprechend ihrem Bevölkerungsanteil in dem jeweiligen Bundesstaat zu berücksichtigen. d. h. einzelne Wahlkreise sind für Angehörige dieser Gruppen ausdrücklich reserviert. Die Wahlkreise, die in einem Bundesstaat oder Unionsterritorium für SC und ST reserviert sind, sind so zu wählen, dass sie in Gebieten liegen, in denen diese Bevölkerungsgruppen anteilsmäßig möglichst hoch vertreten sind.
Die D. C. ist mit außerordentlichen Vollmachten ausgestattet. Ihre Entscheidungen haben Gesetzeskraft, nachdem sie vom indischen Präsidenten per Unterschrift bekräftigt wurden und können nicht rechtlich angefochten werden. Diese Machtfülle wurde bewusst gewählt, um die Unabhängigkeit der Kommission zu gewährleisten und einen Missbrauch im Sinne eines Gerrymandering zu verhindern.

## Zahl der Wahlkreise
| Wahl | zu wählende Abgeordnete† | Wahlkreise | Einpersonen- Wahlkreise | Mehrpersonen- Wahlkreise |
| --- | ------------------------ | ---------- | ----------------------- | ------------------------ |
| 1951–1952 | 489                      | 401        | 314                     | 86                       |
| 1957 | 494                      | 403        | 312                     | 91                       |
| 1962 | 494                      | 494        | 494                     | –                        |
| 1967 | 520                      | 520        | 520                     | –                        |
| 1971 | 518                      | 518        | 518                     | –                        |
| 1977 | 542                      | 542        | 542                     | –                        |
| 1980 | 542                      | 542        | 542                     | –                        |
| 1984 | 542                      | 542        | 542                     | –                        |
| seit 1989 | 543                      | 543        | 543                     | -                        |
| †Bei einigen Wahlterminen mussten die Wahl in bestimmten Wahlkreisen suspendiert werden, z. B. aufgrund lokaler Unruhen, die eine geordnete Wahl unmöglich machten. Dies war mehrfach in Assam, im Punjab und in Jammu und Kashmir der Fall und betraf die Wahlen von 1980 bis 1991. Bei diesen Wahlen war die Gesamtzahl der gewählten Abgeordneten entsprechend geringer. Zusätzlich zu den gewählten Abgeordneten kamen bei jeder Wahl noch zwei vom Staatspräsidenten ernannte Abgeordnete, die die anglo-indische Minderheit repräsentieren sollen. |                          |            |                         |                          |

In der Geschichte des unabhängigen Indien kam es insgesamt zu vier größeren Änderungen der Wahlkreisgrenzen, und zwar in den Jahren 1952, 1962 (auf Basis des Zensus von 1961), 1972 (auf Basis des Zensus von 1971) und 2002 (auf Basis des Zensus von 2001).
Bei der ersten Wahl zur Lok Sabha im Jahr 1951/1952 gab es 401 Wahlkreise, unter denen sich 314 Einpersonen-, 86 Zweipersonen- und ein Dreipersonen-Wahlkreis (in Westbengalen) befanden. Insgesamt wurden somit 489 Abgeordnete gewählt. Mit der Wahl im Jahr 1957 wurde der Drei-Personen-Wahlkreis aufgeteilt und die Zahl der zu wählenden Abgeordneten auf 494 (in 312 Einpersonen- und 91 Zweipersonen-Wahlkreisen) erhöht. Mit der Wahl zur Lok Sabha 1962 wurden auch die Zweipersonen-Wahlkreise zugunsten der Einpersonen-Wahlkreise abgeschafft. Mit der Parlamentswahl 1967 erhöhte sich die Zahl der Wahlkreise auf 520, wurde aber bei der Wahl zur Lok Sabha 1971 wieder auf 518 reduziert. Ab der Wahl 1977 gab es 542 Wahlkreise,. Nach der Umwandlung des bisherigen Unionsterritoriums Goa, Daman und Diu in den Bundesstaat Goa und das Unionsterritorium Daman und Diu 1987 kam ab der Wahl 1989 noch ein weiterer Wahlkreis hinzu, so dass seit 1989 insgesamt 543 Wahlkreise für die Lok Sabha existieren.
Eine zwischenzeitliche Adjustierung der Wahlkreisgrenzen wurde durchgeführt, als im Jahr 2000 die Bundesstaaten Uttaranchal, Chhattisgarh und Jharkhand durch Abtrennung von Uttar Pradesh, Madhya Pradesh und Bihar geschaffen wurden. Anschließend mussten die Wahlkreise der betroffenen Staaten zum Teil neu geordnet werden, um zu gewährleisten, dass die Wahlkreisgrenzen mit den neuen bundesstaatlichen Grenzen übereinstimmten.

## Über- und Unterrepräsentation von Bundesstaaten
| Nr | Bundesstaat oder Unionsterritorium | Wahl- berechtigte | Zahl der Wahl- kreise | Wahl- berechtigte pro Wahlkreis im Durchschnitt |
| -- | ---------------------------------- | ----------------- | --------------------- | ----------------------------------------------- |
| 1  | Andhra Pradesh                     | 64.887.809        | 42                    | 1.544.948                                       |
| 2  | Arunachal Pradesh                  | 757.493           | 2                     | 378.747                                         |
| 3  | Assam                              | 18.804.981        | 14                    | 1.343.213                                       |
| 4  | Bihar                              | 63.723.810        | 40                    | 1.593.095                                       |
| 5  | Chhattisgarh                       | 17.657.867        | 11                    | 1.605.261                                       |
| 6  | Goa                                | 1.059.953         | 2                     | 529.977                                         |
| 7  | Gujarat                            | 40.578.577        | 26                    | 1.560.715                                       |
| 8  | Haryana                            | 15.995.014        | 10                    | 1.599.501                                       |
| 9  | Himachal Pradesh                   | 4.744.215         | 4                     | 1.186.054                                       |
| 10 | Jammu und Kashmir                  | 7.123.277         | 6                     | 1.187.213                                       |
| 11 | Jharkhand                          | 20.336.193        | 14                    | 1.452.585                                       |
| 12 | Karnataka                          | 46.171.176        | 28                    | 1.648.971                                       |
| 13 | Kerala                             | 24.251.942        | 20                    | 1.212.597                                       |
| 14 | Madhya Pradesh                     | 48.090.968        | 29                    | 1.658.309                                       |
| 15 | Maharashtra                        | 80.651.094        | 48                    | 1.680.231                                       |
| 16 | Manipur                            | 1.764.794         | 2                     | 882.397                                         |
| 17 | Meghalaya                          | 1.565.820         | 2                     | 782.910                                         |
| 18 | Mizoram                            | 697.867           | 1                     | 697.867                                         |
| 19 | Nagaland                           | 1.177.596         | 1                     | 1.177.596                                       |
| 20 | Odisha                             | 29.152.514        | 21                    | 1.388.215                                       |
| 21 | Punjab                             | 19.527.114        | 13                    | 1.502.086                                       |
| 22 | Rajasthan                          | 42.895.854        | 25                    | 1.715.834                                       |
| 23 | Sikkim                             | 370.066           | 1                     | 370.066                                         |
| 24 | Tamil Nadu                         | 55.042.876        | 39                    | 1.411.356                                       |
| 25 | Tripura                            | 2.385.559         | 2                     | 1.192.780                                       |
| 26 | Uttar Pradesh                      | 138.672.171       | 80                    | 1.733.402                                       |
| 27 | Uttarakhand                        | 7.041.765         | 5                     | 1.408.353                                       |
| 28 | Westbengalen                       | 62.740.481        | 42                    | 1.493.821                                       |
| A  | Andamanen und Nikobaren            | 268.940           | 1                     | 268.940                                         |
| B  | Chandigarh                         | 613.939           | 1                     | 613.939                                         |
| C  | Dadra und Nagar Haveli             | 196.577           | 1                     | 196.577                                         |
| D  | Daman und Diu                      | 111.817           | 1                     | 111.817                                         |
| E  | Lakshadweep                        | 49.821            | 1                     | 49.821                                          |
| F  | Puducherry                         | 900.874           | 1                     | 900.874                                         |
| G  | Delhi                              | 12.706.375        | 7                     | 1.815.196                                       |
|    | Indien gesamt                      | 832.717.189       | 543                   | 1.533.549                                       |
| 1. |                                    |                   |                       |                                                 |

Nach dem Delimitation Act von 1972 wurde mit dem 1976 unter der Regierung Indira Gandhis in Kraft getretenen 42. Verfassungszusatz ausdrücklich festgelegt, dass die Wahlkreisgrenzen für 25 Jahre bis mindestens 2001 unverändert bleiben sollten. Dies geschah unter anderem in der Absicht, einen zusätzlichen Anreiz zur Kontrolle des Bevölkerungswachstums zu schaffen. Bundesstaaten mit starkem Bevölkerungswachstum sollten daraus nicht den Vorteil einer erhöhten politischen Repräsentation ziehen können und eventuell daraus entstehende Konflikte zwischen Bundesstaaten sollten durch feste langfristige Regelungen vermieden werden. Insbesondere die südindischen Bundesstaaten, die ihr Bevölkerungswachstum wesentlich besser in den Griff bekommen konnten, waren durch das stärkere Bevölkerungswachstum in den Hindi-sprachigen nordindischen Bundesstaaten beunruhigt und wünschten eine Garantie ihres politischen Gewichts in der Lok Sabha.

Gemessen an der Wählerzahl über- und unterrepräsentierte Staaten bei der Wahl zur Lok Sabha 2014 (Nummerierung der Staaten und Unionsterritorien entspricht der nebenstehenden Tabelle):

Durch das sehr unterschiedliche Bevölkerungswachstum kam es im Laufe der Zeit zu erheblichen Ungleichgewichten. Nach dem Zensus von 2001 hatten die fünf bevölkerungsstärksten Wahlkreise Outer Delhi, Thane (in Maharashtra), East Delhi, Kanakapura (in Karnataka) und Chennai North (in Tamil Nadu) jeweils eine Wählerzahl von mehr als 2 Millionen, die vier bevölkerungsschwächsten (Lakshadweep, Daman und Diu, Dadra und Nagar Haveli, Ladakh) hatten jeweils weniger als 250.000. Im Jahr 2002 kam es entsprechend den geänderten Bevölkerungsverhältnissen zur Neufestsetzung der Wahlkreisgrenzen durch die Delimitation Commission. Allerdings wurde die Zahl der Wahlkreise pro Bundesstaat, so wie sie seit 1975 festgelegt worden war, aus den o. g. Gründen nicht verändert und das politische Gewicht der einzelnen Staaten in der Lok Sabha blieb dadurch gleich, obwohl beispielsweise das Bevölkerungswachstum der nordindischen Bundesstaaten deutlich über dem der südindischen gelegen hatte. Wären die Wahlkreise landesweit nach dem Prinzip der möglichst gleichen Bevölkerungszahl pro Wahlkreis verteilt worden, hätten die südlichen Bundesstaaten bis zu 15 Wahlkreise abgeben müssen (Andhra Pradesh 3 von 42, Tamil Nadu 7 von 39, Karnataka 1 von 28, Kerala 4 von 20), während die nördlichen Bundesstaaten 15 dazugewonnen hätten (Uttar Pradesh mit Uttaranchal 5, Bihar mit Jharkhand 3, Madhya Pradesh mit Chhattisgarh 3, Rajasthan 4). Diese Ungleichgewichte haben sich seither weiter verstärkt, da das Bevölkerungswachstum Nordindiens deutlich über dem Südindiens lag. Bei der Wahl 2014 kamen im Durchschnitt mehr 1,7 Millionen Wähler auf einen Abgeordneten aus Uttar Pradesh und Rajasthan, während es Kerala nur 1,2 Millionen Wähler pro Abgeordnetem waren.

## Neue Wahlkreisgrenzen ab 2008
Die Empfehlungen der im Jahr 2002 etablierten Kommission wurden am 19. Februar 2008 durch Präsidentin Pratibha Patil mit ihrer Unterschrift in Kraft gesetzt. Dabei wurden die Wahlkreise der vier nordöstlichen Bundesstaaten Assam, Arunachal Pradesh, Nagaland, Manipur sowie die Wahlkreise von Jharkhand unverändert gelassen, d. h. in diesen Bundesstaaten gelten immer noch die Wahlkreisgrenzen, die 1976 (bzw. 2001 im Falle Jharkhands) in Kraft gesetzt wurden. Der Grund für die Verschiebung in den vier erstgenannten Staaten lag darin, dass die Validität der Volkszählung 2001 in diesen Staaten vor dem Gauhati High Court und dem Obersten Gericht (im Falle Manipurs) angefochten worden war.
In Assam wurde befürchtet, dass illegale Einwanderer aus Bangladesch in die Wahlregister eingetragen worden waren. In Manipur gab es Differenzen über die anvisierte Erhöhung der Zahl der Wahlkreise für scheduled tribes. In Arunachal Pradesh sträubte sich der Stamm der Nyishi gegen den bevorstehenden Verlust von drei Wahlkreisen zum Regionalparlament. In Nagaland wollten Politiker die Zahl der Wahlkreise zum Regionalparlament von 60 auf 80 erhöhen. In Jharkhand gab es Widerstand der Adivasi-Bevölkerung gegen die Verlust von drei für scheduled tribes reservierten Wahlkreisen. Auch in Jammu und Kashmir fand keine Neuabgrenzung der Wahlkreise statt. Dies lag in der verfassungsrechtlichen Sonderstellung dieses Bundesstaats begründet, nach der die Neuabgrenzung durch eine eigene bundesstaatliche Kommission veranlasst werden muss, was bisher nicht erfolgte.
Alle Wahlen ab dem 20. März 2008 folgen den neu festgesetzten Wahlkreisgrenzen. Die Wahl zur Lok Sabha 2009 war die erste landesweite Wahl seit 1977 mit landesweit neu gezogenen Wahlkreisgrenzen. Zugleich wurde auch mit dem 2002 in Kraft getretenen 84. Verfassungszusatz festgelegt, dass die im Jahr 2002 festgelegten Wahlkreise aus den oben genannten Gründen erneut 25 Jahre lang bis mindestens zum Jahr 2026 unverändert Bestand haben sollen.